# Фальке, Фридрих
Фридрих Фальке (нем. Friedrich Falke; 7 июля 1871, Шварцхольц — 10 марта 1948, Арендзее) — немецкий агроном, в сферу интересов которого входили земледелие и управление сельским хозяйством; известен своими работами об устройстве пастбищ, результаты которых легли в основу современного рационального скотоводства и кормопроизводства.

## Биография
Фридрих Фальке родился в семье саксонского помещика; с 1890 года он изучал сельское хозяйство в университете Галле. В 1895 году, под руководством Юлиуса Кюна, Фальке защитил кандидатскую диссертацию о кормовой ценности бурого сена. В 1898 году, также в Галле, он защитил докторскую диссертацию о секреции молока у крупного рогатого скота. В последующие три года он преподавал в Институте сельского хозяйства при университете; в 1901 году принял приглашение стать доцентом в области растениеводства и животноводства в Лейпцигском университете.
Первая мировая война завершила первый период деятельности Фальке в Лейпцигском университете: в 1914 году он был призван на фронт в звании капитана. В 1918 году он официально уволился из университета, перейдя в совет при саксонском министерстве экономики — Фальке взял на себя задачу по увеличения сельскохозяйственного производства в Саксонии. На этой должности он способствовал расширению сельскохозяйственных научно-исследовательских институтов в регионе: в Поммрице он основал институт сельскохозяйственных исследований, а в Пильнитце (Pillnitz) — Высший учебный и научно-исследовательский институт садоводства. Он также реорганизовал систему сельскохозяйственного образования, сфокусировавшись на оказании консультационных услуг для фермеров региона.
В 1920 году Фальке принял второе приглашение от Лейпцигского университета — он стал полным профессором сельскохозяйственного управления. В 1933 году, по приглашению правительства Турции, он отправился в Анкару — в недавно основанную Высшую школу сельского и лесного хозяйства, где стал ректором и в течение пяти лет заполнил большинство позиций немецкими профессорами. В 1938 году он вернулся в Германию и поселился в Арендзее. 6 марта 1948 года он получил третье приглашение от Лейпцигского университета, с просьбой принять участие в реорганизации сельскохозяйственного института; Фальке скончался четыре дня спустя, 10 марта 1948 года.

## Научная деятельность
В своей научной работе Фридрих Фальке находился под значительным влиянием своего учителя — Юлиуса Кюна, который считал сельское хозяйство энциклопедической (естественнонаучной) дисциплиной. Будучи преподавателем университета, Фальке занимался многими областями сельского хозяйства, но его основной сферой интересов оставалось животноводство. Ещё будучи студентом, он осознал важность скотоводства для успешного хозяйства на его родительской ферме и продемонстрировал на собственных экспериментах, что удобрение и правильное управление пастбищами могут значительно повысить их урожайность.
В 1901 году Фальке начал новые эксперименты на пастбищах в Фогтланде: они были первыми в земле Саксония. Удачный опыт привел к тому, что в 1906 году было создано первое саксонское кооперативное пастбище. В 1907 году он опубликовал свою книгу «Dauerweiden», переизданную в 1911 и 1920 годах: на протяжении более тридцати лет она являлась авторитетным справочным пособием как для студентов, так и для животноводов.

### Список работ
- Die Braunheu-Bereitung. Arbeiten der Deutschen Landwirtschafts-Gesellschaft H. 9, 1895. — Neubearbeitung ebd. H. 111, 1905.
- Die Milchsekretion des Rindviehes unter dem Einfluss fettreicher Fütterung. Habil.-Schr. Univ. Halle 1898.
- Repetitorium der Landwirtschaftslehre. Ein Wegweiser für Studierende und Landwirte. Verlag F. Starke Halle 1901.
- Untersuchungen über den Einfluß der Düngung auf Wiesen und Weiden. Verlag R. C. Schmidt & Co. Leipzig 1904.
- Aufgaben und Ziele des deutschen Landwirtschaftsbetriebes. Verlag Th. Thomas Leipzig 1904.
- Die Dauerweiden. Bedeutung, Anlage und Betrieb derselben unter besonderer Berücksichtigung intensiver Wirtschaftsverhältnisse. Verlag M. & H. Schaper Hannover 1907; 2. Aufl. ebd. 1911; 3. Aufl. ebd. 1920.
- Wiesen und Weiden. Verlagsbuchhandlung Max Jänecke Hannover 1908 = Bibliothek der gesamten Landwirtschaft Bd. 19; neue Aufl. ebd. Leipzig 1921 = Handbuch für die gesamte Landwirtschaft Abt. 49-52.
- Die Weidewirtschaft. Verlag Eduard Meyer Friedrichswerth 1919 = Landwirtschaftliche Bücherei Bd. 16.
- Die wichtigsten Gräser auf Wiesen und Weiden. Verlagsbuchhandlung Paul Paery Berlin 1929 = Pareys Taschenatlanten Nr. 8.
- Gedächtnisrede zum 100. Todestage von Albrecht Daniel Thaers. Leipzig 1929 = Arbeiten der Leipziger Oekonomischen Sozietät.